# Phrixgnathus poecilosticta
Phrixgnathus poecilosticta är en snäckart som först beskrevs av Ludwig Pfeiffer 1853.  Phrixgnathus poecilosticta ingår i släktet Phrixgnathus och familjen punktsnäckor. Inga underarter finns listade i Catalogue of Life.